# Nora Marie Horstkotte
Nora Marie von Harpe, geb. Horstkotte (* 3. Oktober 1975 in Düsseldorf) ist eine deutsche Schauspielerin.

## Leben
Von Harpe sammelte erste Erfahrungen als Darstellerin an der Freien Theater Schule Hamburg, ehe sie über Kurzfilme und einer kleinen Nebenrolle in der ARD-Serie St. Angela für die Rolle der Maria Däuble in der Fernsehserie Lindenstraße gecastet und schließlich auch besetzt wurde. Ihre Schauspielausbildung absolvierte sie von 2001 bis 2004 an der Westfälischen Schauspielschule Bochum. 2007 war von Harpe in Wilsberg: Die Wiedertäufer zu sehen.